# Гуннерсен, Лаура
Лаура Гуннерсен (норв. Laura Sofie Coucheron Gundersen, 27 мая 1832 — 25 декабря 1898) — норвежская театральная актриса.

## Биография
Лаура Софи Кушерон Свенсен родилась в 1832 г. в Бергене. Её родителями были Якоб Бушманн Свенсен и Беата Мари Кушерон, они умерли, когда дочь была ещё несовершеннолетней.
Лаура с детства хотела быть актрисой. В возрасте 17 лет, одолжив денег у родственницы, она отправилась в Кристианию (ныне Осло). В середине XIX в. в норвежских театрах официальным языком оставался датский: самый большой театр Кристиании, Christiania Theatre, был в 1840-х гг. основан датчанами. Актёров норвежского происхождения на главные роли не принимали — им не хватало образования, поскольку школ актёрского мастерства в Норвегии тогда не имелось. Тем не менее, Лауру приняли в труппу театра, тем самым она стала первой норвежкой, исполнявшей роли в Christiania Theatre и ставшей исторической личностью.
В 1864 г. Лаура вышла замуж за актёра Сигварда Гуннерсена. В 1873 г. в премьере пьесы Kjærlighedens Komedie («Любовная комедия») по Генрику Ибсену в Christiania Theatre Лаура играла Сваннхильду, а её муж — Фалька. Лаура играла во многих трагедиях, одной из самых известных стала мелодрама Bergljot под музыку Эдварда Грига. Она также играла в современных драмах по произведениям Ибсена и Бьёрнсона.
В 1870—1872 гг. Лаура работала в Møllergatens Theater.
Лаура исполняла свои роли в датской романтической театральной традиции, но к концу века XIX в. влияние иностранной культуры в Норвегии упало, с 1872 г. национальные театры перешли на норвежский язык, в них преобладали норвежские актёры, предпочитавшие свой, реалистичный стиль. Поэтому Лаура стала менее востребованной на сцене и получала меньше ролей.
Лаура умерла в Осло в 1898 г. и была похоронена на Спасском кладбище. В Осло и Бергене её именем названы улицы.